# ألبرت روبي
ألبرت روبي (مواليد 15 فبراير 1916) هو ملاكم بلجيكي، مثّل بلاده في الألعاب الأولمبية الصيفية 1936.

## روابط خارجية
ألبرت روبي على موقع بوكس ريك (الإنجليزية) (registration required)
- ألبرت روبي على موقع أوليمبيديا (الإنجليزية)